# Syscia machaquila
Syscia machaquila (лат.) — вид муравьёв рода Syscia из подсемейства Dorylinae (Formicidae).

## Распространение
Встречается в Центральной Америке: Гватемала (Petén, в 13 км от Machaquilá), Мексика (Chiapas).

## Описание

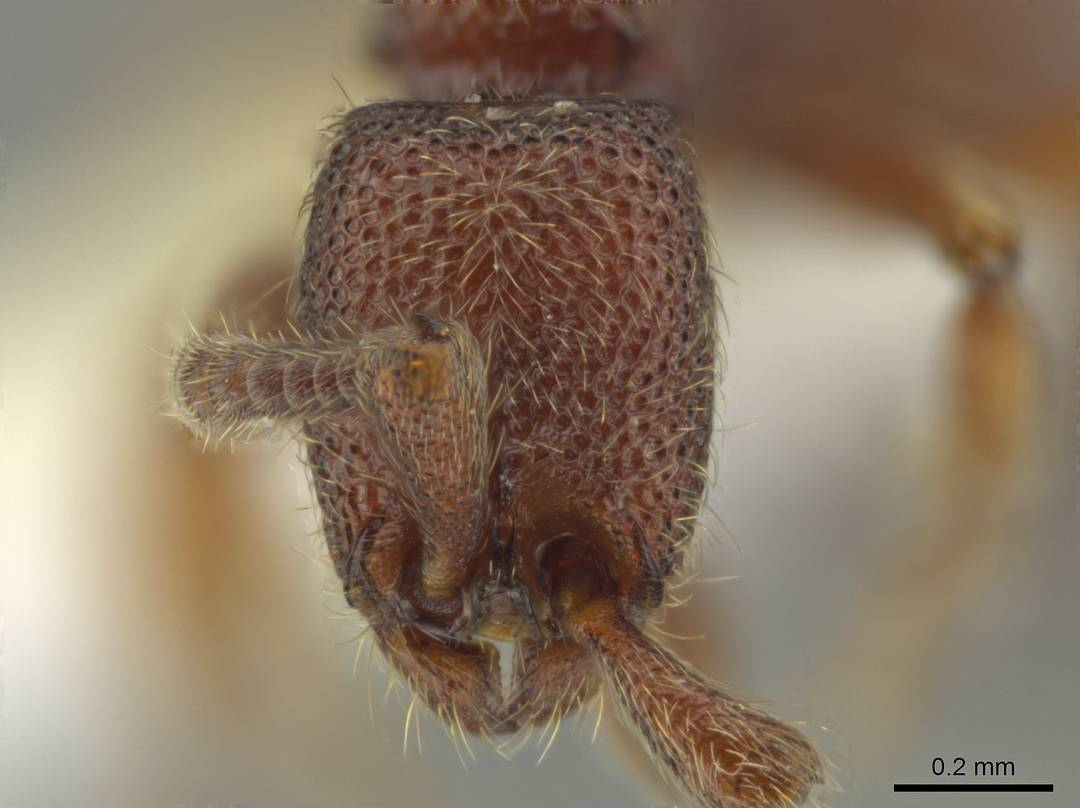
Голова рабочего Syscia machaquila

Мелкие муравьи красно-коричневого цвета (длина около 3 мм). Ширина головы рабочих 0,52—0,59 мм, длина головы 0,63—0,71 мм. Отличаются следующими признаками: субпетиолярный отросток треугольный; абдоминальный сегмент AIII сверху сверху трапециевидный, бока умеренно выпуклые; AIV сверху с выпуклыми сторонами, передний край не усеченный; у AIII и AIV дорсальный профиль выпуклый; отстоящие волоски длинные. Стебелёк двухчлениковый, но явные перетяжки между следующими абдоминальными сегментами отсутствуют. Проното-мезоплевральный шов развит. Оцеллии отсутствуют, сложные глаза редуцированные. Нижнечелюстные щупики рабочих 2-члениковые, нижнегубные щупики состоят из 2 сегментов. Средние и задние голени с одной гребенчатой шпорой. Обнаружены в подстилочном лесном слое. Вид был впервые описан в 2021 году американским мирмекологом Джоном Лонгино и немецким энтомологом Майклом Бранстеттером.